# Петросян Нонна Іванівна
Нонна Іванівна Петросян (29 вересня 1937 — 3 лютого 1993) — радянська та вірменська акторка. Народна артистка Вірменської РСР. Закінчила Єреванський державний інститут театру і кіно.

## Вибіркова фільмографія
- «Серпень» (1978)
- «Аревік» (1978)
- «Танго нашого дитинства» (1984)

| Актор | Це незавершена стаття про акторку. Ви можете допомогти проєкту, виправивши або дописавши її. |